# H. M. Konungens ankomst till utställningen
H. M. Konungens ankomst till utställningen  (originaltitel: Arrivée du Roi à l'Exposition) är en svensk-fransk kortfilm från 1897 med regi och foto av Alexandre Promio. Filmen som är en minut lång anses vara Sveriges första journalfilm. Filmen spelades in den 15 maj 1897 vid invigningen av Allmänna konst- och industriutställningen 1897 på Djurgården i Stockholm. Den premiärvisade samma dag på Stockholms slott och därefter på Lumières Kinematograf i Gamla Stockholm.

## Filmens tillkomst

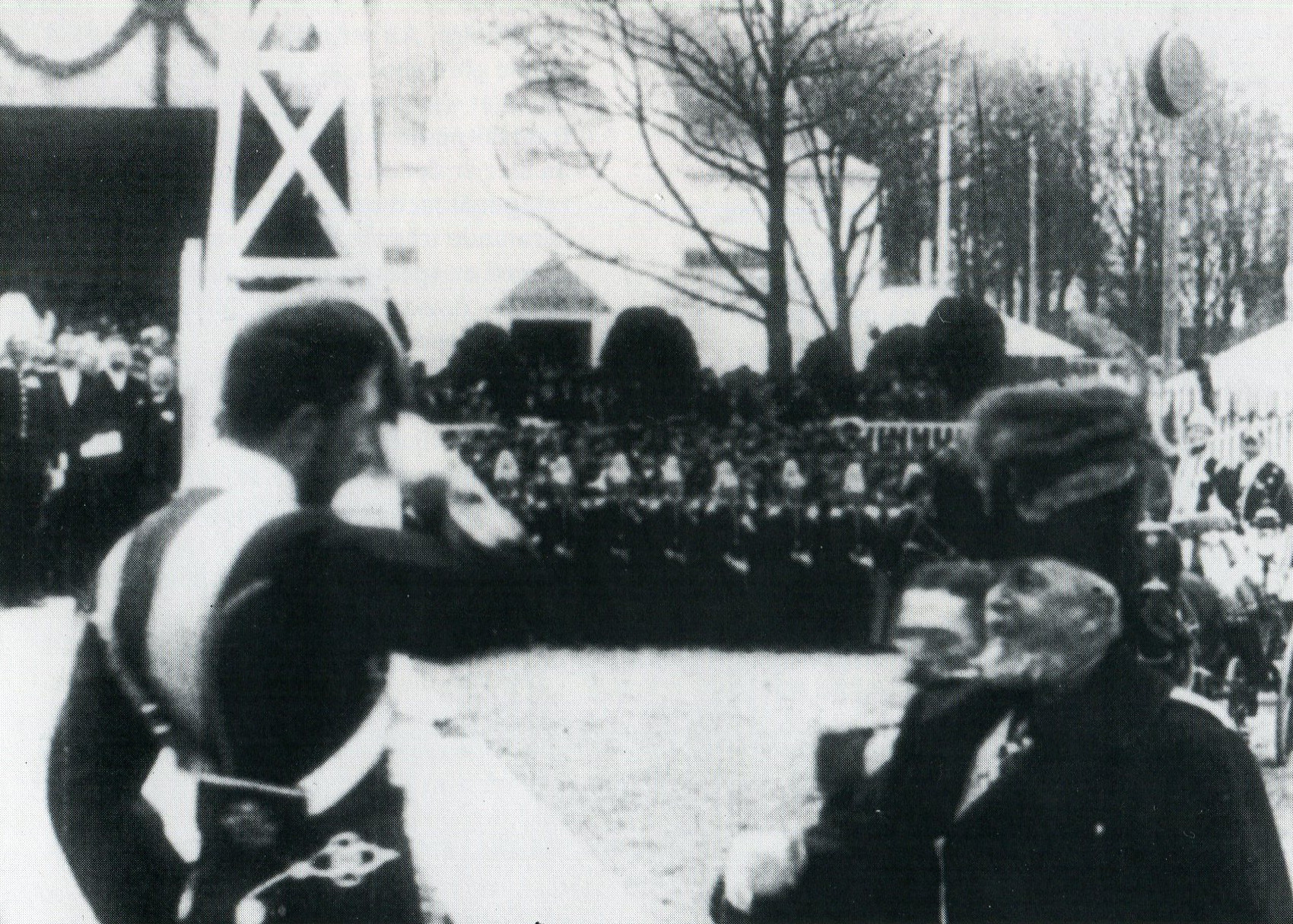
Stillbild från filmen, till höger syns Oscar II och kronsprins Gustaf.

Den franske filmfotografen Alexandre Promio besökte Stockholm under två veckor på försommaren 1897 för att visa och marknadsföra bröderna Auguste och Louis Lumière kinematograf på Allmänna konst- och industriutställningen. I Lumières affärskoncept ingick att visa sin uppfinning inte bara för allmänheten utan även för kungligheter och jämförbara prominenser. Och som en ytterligare finess fick dessa se sig själva ”på den vita duken” i en filmupptagning som hade producerat samma dag eller någon dag tidigare.
Vid Promios besök skapade han några aktuella filminslag, och även i Stockholm kom Lumières affärskoncept att tillämpas. Så filmades Oscar II:s ankomst till utställningsområdet av Promio. I kungens sällskap syns en kort glimt av kronprins Gustaf (sedermera Gustaf V) och båda hälsas välkomna av prins Prins Eugen. Redan samma dag fick Oscar II se filmen på Stockholms slott och han "uppskattade högeligen att se sig själv på den vita duken".  Senare visades filmen även på utställningens Lumières Kinematograf i Gamla Stockholm.